# PKP-Baureihe SM25
Die Baureihe SM25 war eine Rangierlokomotive der polnischen Eisenbahn PKP.

## Geschichte
Seit 1959 plante die polnische Eisenbahn, eine Diesellokomotive mit dieselhydraulischem Antrieb zu bauen. Die Verwendung dieselhydraulischer Kraftübertragung war bereits für den parallel entwickelten Triebwagen SN80 vorgesehen. Die Baureihe SM25 wurde dann ab 1961 als erste polnische Lokomotive mit hydraulischer Kraftübertragung gefertigt. Bis 1963 wurden in den polnischen Fablok-Werken in Chrzanów insgesamt drei Exemplare hergestellt. Die Produktion weiterer Loks wurde 1963 verworfen, da es Probleme beim Import der Getriebe von der deutschen Firma Voith gab. Sie erhielten die Fahrzeugnummern SM25-001, SM25-002 und SM25-003.
Alle drei Lokomotiven wurden in Krakau stationiert und von dort aus im Rangierdienst eingesetzt. Im Jahr 1973 wurden sie ausgemustert und abgestellt. SM25-002 wurde dem Eisenbahnmuseum Warschau übergeben und dort ausgestellt.

## Aufbau und Technik
Eine Lokomotive der Baureihe SM25 besteht aus einem Rahmen, dem daran angebrachten Laufwerk und den Aufbauten. Das Laufwerk besteht aus drei Radsätzen mit jeweils zwei Speichenrädern. Der Raddurchmesser beträgt 1100 mm. Die Radsätze werden mit einer an einer Blindwelle montierten Stange angetrieben.
Am Lokomotivrahmen sind vorne und hinten Schraubenkupplungen sowie Bremsschläuche angebracht. Außerdem sind jeweils zwei Puffer und Laternen montiert. Es sind insgesamt vier Rangiertritte vorhanden.
Auf dem Rahmen sind die Aufbauten angebracht. Diese bestehen aus zwei Vorbauten und einem mittig angeordneten Führerhaus mit Führerstand. Dieser kann durch zwei an der Seite angeordnete Türen betreten werden. Er ist nach den damals neusten Erkenntnissen bezüglich Arbeitssicherheit und Komfort ausgestattet. Unter den Vorbauten befinden sich der Dieselmotor, das Getriebe, die Kühlelemente, der Luftpresser sowie weitere Aggregate. Der Dieselmotor der Bauart Wola 1DVSa/31-350 hat eine Leistung von 257 kW. Die Kraftübertragung erfolgt mit einem Strömungsgetriebe des deutschen Herstellers Voith.
Die 37 t schweren Loks werden mit einer Bremse Typ Oerlikon und einer Handbremse gebremst. Die Höchstgeschwindigkeit beträgt 60 km/h.